# Галактический год

Примерная орбита Солнца (жёлтая окружность) вокруг Галактического центра

Галактический год — период времени, за который Солнечная система совершает один оборот вокруг центра нашей Галактики. Величина этого промежутка времени известна неточно, потому что она зависит от скорости движения нашей системы и расстояния до центра Галактики — обе эти величины определены приблизительно. Галактический год составляет, по разным оценкам, от 225 до 250 миллионов земных лет.
Согласно НАСА, Солнечная система движется вокруг Галактического центра со средней скоростью 828000 км/ч (230 км/с), что примерно равно 1⁄1300 скорости света.

## Хронология Вселенной и земной истории в галактических годах
В данном списке 1 галактический год соответствует 225 миллионам земных лет.
| ~61,33 галактического года назад | Большой Взрыв                           |
| ~60,44 галактического года назад | Рождение галактики Млечный Путь         |
| 20,27 галактического года назад  | Рождение Солнца                         |
| 17—18 галактических лет назад    | Появление океанов на Земле              |
| 15 галактических лет назад       | Первые достоверные следы жизни на Земле |
| 10 галактических лет назад       | Появление стабильных континентов        |
| 7-9 галактических лет назад      | Появление эукариотов                    |
| 6,8 галактического года назад    | Появление многоклеточных организмов     |
| 2,4 галактического года назад    | Кембрийский взрыв                       |
| 1,12 галактического года назад   | Массовое пермское вымирание             |
| 0,29 галактического года назад   | Мел-палеогеновое вымирание              |
| 0,001 галактического года назад  | Появление современных людей             |